# مجید پاشامقدم
مجید پاشامقدم بازیکن تیم ملی بسکتبال ایران در سال‌های دهه ۱۳۶۰ (خورشیدی) و نیز بازیکن منتخب تیم آسیا بود.
مجید پاشامقدم به همراه تیم بسکتبال ایران در مسابقات قهرمانی بسکتبال آسیا ۱۹۸۳ به مقام پنجم دوازدهمین دوره قهرمانی آسیا رسید و در تیم منتخب آسیا قرار گرفت. در این دوره ازمسابقات عنایت الله آتشی سرمربی، محمدرضا نوروزی مربی و امیر سبکتکین کاپیتان تیم ملی بسکتبال ایران بودند. مجید پاشامقدم از بازیکنان با تکنیک و با اخلاق دهه ۱۳۶۰ خورشیدی بستکبال ایران بود. پاشامقدم با شماره هفت برای تیم ملی بازی می‌کرد
او در هنگام تمرین و در تاریخ ۱۱ اسفندماه ۱۳۶۲ در اثر عارضه مغزی درگذشت و در بهشت زهرای تهران قطعه ۲، ردیف ۶۹، شماره ۳۱ به خاک سپرده شد.